# آیزاک پرلموتر
آیزاک پرلموتر (عبری: יצחק "אייק" פרלמוטר‎؛ زادهٔ ۱ دسامبر ۱۹۴۲) کارآفرین، مدیر اجرایی و سرمایه‌دار اهل اسرائیل است، که هم‌اکنون به‌عنوان رئیس هیئت مدیره شرکت مارول انترتینمنت فعالیت می‌کند.